# Česká matematická společnost
Česká matematická společnost (zkratka ČMS) je dobrovolné oborové sdružení odborných a vědeckých pracovníků v matematice, profesionálních matematiků, učitelů matematiky i zájemců o matematiku z řad veřejnosti. Formálně je ČMS jednou ze čtyř sekcí (pobočných spolků) Jednoty českých matematiků a fyziků (JČMF), členství v ČMS je tedy podmíněno členstvím v JČMF.
ČMS je řízena dvanáctičlenným výborem, který je volený členy společnosti. Výbor ze svého středu volí předsedu ČMS, kterým je v současné době (od dubna 2022) prof. RNDr. Luboš Pick, CSc., DSc.
Společnost vznikla v roce 1972 původně pod názvem Matematická vědecká sekce (zkratka MVS). V roce 2004 došlo k přejmenování MVS na současný název.
Je členem Evropské matematické společnosti (EMS) a přidruženým členem Mezinárodní rady pro průmyslovou a aplikovanou matematiku (ICIAM). Jako složka JČMF navrhuje složení Českého komitétu pro matematiku a ve spolupráci s ním věcně zajišťuje členství České republiky v Mezinárodní matematické unii. Spolupracuje s řadou dalších institucí.

## Aktivity
Česká matematická společnost organizuje řadu aktivit, zejména:
- Zastupuje Českou republiku v mezinárodní síti na podporu průmyslové a aplikované matematiky EU-MATHS-IN[8][9],
- Organizuje SVOČ, Soutěž studentů vysokých škol ve vědecké činnosti v matematice a informatice[10].
- V rámci Soutěže ČMS pro mladé podporuje řadu akcí pro žáky a studenty s cílem popularizovat matematiku a pozvednout vzdělávání v matematice. Mezi podpořené akce patří např. Mezinárodní matematická soutěž Vojtěcha Jarníka organizovaná Přírodovědeckou fakultou Ostravské univerzity, Matematický korespondenční seminář, matematická soutěž a letní tábor Pikomat a týmová matematická soutěž Náboj organizované studenty Matematicko-fyzikální fakulty Univerzity Karlovy, Brněnský korespondenční seminář BrKoS[11] organizovaný Přírodovědeckou fakultou Masarykovy univerzity či výjezdní seminář talentovaných žáků gymnázia v Teplicích. Úplný seznam viz [12].
- Čtyřletně organizuje Konferenci českých matematiků a finančně se podílí na organizaci řady dalších konferencí organizovaných jinými matematickými institucemi a společnostmi v Česku, např. tradiční bienální konferenci a zimní školu Robust organizovanou Českou statistickou společností a Matematicko-fyzikální fakultou Univerzity Karlovy[13].
- Uděluje Oborovou matematickou medaili JČMF[14] českým a slovenským pracovníkům v oblasti matematiky a didaktiky matematiky, kteří se významně zasloužili o rozvoj těchto oborů v ČR, a významným zahraničním pracovníkům těchto oborů, kteří dlouhodobě spolupracují s pracovišti v ČR.
- Podporuje zájem studentů, doktorandů a mladých vědeckých pracovníků o teoretickou a aplikovanou matematiku udělováním Ceny České matematické společnosti.[15]